# Lotte H. Eisner
Lotte H. Eisner (Berlín, 1896-1983) fue una de las primeras mujeres críticas de cine, pero su importancia no se debe a este hecho anecdótico, sino a su escrito  La Pantalla Diabólica, considerado un clásico de la crítica cinematográfica y una obra de referencia indispensable en el estudio del cine expresionista alemán. Además fue cofundadora de la Filmoteca Francesa y los cinéfilos han de agradecerle la conservación de centenares de objetos, filmes y testimonios relacionados con el cine alemán de entreguerras.

## Trayectoria
Lotte Henriette Regina Eisner nació el 5 de marzo de 1896 en Berlín en el seno de una familia judía acomodada. En esta misma ciudad estudió Historia del Arte y Arqueología. En 1924 escribió su tesis doctoral sobre un sugerente tema que anticipa ya su interés por la imagen en movimiento, Die Entwicklung der Bildkomposition auf griechischen Vasenbildern (El desarrollo de la composición gráfica en las imágenes de los jarrones griegos). Su formación incluye el conocimiento de idiomas, desde las lenguas clásicas hasta el español y otras lenguas románicas.
Lotte Eisner leyó el manuscrito de una pieza teatral, Baal, de Bertolt Brecht, y vio la importancia que tendría este autor, a quien llegó a conocer en 1921. En su obra admiraría la combatitividad de su teatro popular y el poder del lenguaje. El escritor la apodaría "Die Eisnerin".
Tras una temporada en Roma dedicada al estudio de la arqueología, regresó a Berlín para cultivar su afición a la música y las artes escénicas, con cierto desdén hacia el incipiente arte cinematográfico. En el teatro, se sintió atraída por las puestas en escena de Max Reinhard, y ella misma hizo crítica teatral en 1927 en el Berliner Tageblatt, importante periódico de la época.

### Encuentro con el cine
Será un colaborador de F.W. Murnau, Willy Haas, quien la introduzca en este ámbito creativo, el cine, que comenzaba a dar sus pasos significativos en Alemania. Eran tiempos de agitación, nuevas ideas y corrientes de pensamiento y obras de vanguardia; política y arte se influyen mutuamente y en ese torbellino ideológico, Lotte Eisner canta un día la Internacional en una obra de teatro y en 1928, tras un encuentro con el cineasta ruso Sergéi Eisenstein, decide apartarse del comunismo.
En 1924 había asistido a la proyección de Der letzte Mann (El último hombre) de Murnau, una maravilla del Séptimo Arte que se permitía el lujo de prescindir de los subtítulos por completo, pero solo le dedicó el adjetivo rebajador de "sentimental". Pero no durará mucho esta actitud, y el conocimiento de los entresijos del universo cinematográfico la dotará de suficiente experiencia y elementos de juicio como para modificar radicalmente su opinión sobre el film y, ante todo, sobre su autor, Murnau, a quien calificará de "el más grande cineasta que jamás tuvo Alemania" o, simplemente, de "genio".
La fascinación de Lotte Eisner por los estudios de cine, frecuentarlos, la convierten en su asidua visitante. Electricistas, cámaras, actores o directores, todo merece su atención, y, no en último lugar, los decoradores. No pasará desapercibida, Y Hans Feld, redactor de Film-Kurier, la revista de cine más importante en esos años, logró convencerla para que escribiera de continuo allí (junto a su actividad en el Berliner Tageblatt), con lo que se convertirá en la primera mujer crítico de cine de Alemania.
El cine alemán conjuga por entonces el «expresionismo», que viene de ciertos pintores alemanes, con el intimista «Kammerspiel» (teatro de cámara) y el realismo social. Murnau, en plena gloria como director, fue reclamado por Hollywood; pero Lotte Eisner se encuentra entre otros con Pabst, Ludwig Berger o Fritz Lang, de quien será siempre amiga. Tan a conciencia se toma esta actividad "crítica" que el administrador de la publicación, bajo los tentáculos de la omnipresente Ufa, se las ingenia para confiar a Eisner sólo el análisis de los filmes que valora, evitando así sus lamentos por la estandarización de la producción nacional.
Nada es ajeno a la amenaza totalitaria que se cierne sobre el Viejo Continente. Junto con los momentos intensos y la toma de contacto con las grandes personalidades del espectáculo —desde Fritz Lang hasta Louise Brooks o Joséphine Baker—, Lotte Eisner comienza a sufrir los ataques de la prensa nazi, que convierte a Film-Kurier en blanco de sus críticas. La representación de obras de vanguardia y el estreno de películas como El Acorazado Potemkin de Eisentein no pasan desapercibidas a los grupos de extrema derecha. Poco antes de que Adolf Hitler crease la Gestapo, obligada a huir en tren a París.

## Exilio en Francia
Su primer artículo en francés está destinado a defender a su amigo Fritz Lang a raíz de la prohibición de la cinta Testament des Dr. Mabuse (El Testamento del Doctor Mabuse).
Será en la capital francesa donde asistamos al surgimiento de una nueva faceta de die Eisnerin: la de conservadora del patrimonio cinematográfico alemán. En 1936 Henri Langlois, el director de cine Georges Franju y la propia Lotte Eisner deciden la creación de la Cinémathèque, destinada a salvar de la destrucción o el extravío numerosas copias de películas y que, con el tiempo, hará de Francia la propietaria de un magnífico archivo de cintas expresionistas alemanas, de los más importantes del mundo, junto con infinidad de documentos, carteles y objetos cinematográficos de toda naturaleza.
Lotte Eisner sufrirá la misma suerte que no pocos alemanes residentes en territorio francés tras el ascenso de Hitler al poder y terminará en un campo de refugiados en la zona de los Pirineos. Logrará huir sin embargo, y para permanecer en el país en 1942 deberá cambiar su identidad por la de Louise Hélène Escoffier, nombre ficticio que le permitirá un modesto trabajo oficial bajo la dependencia de la Dirección General de Cinematografía dentro del apartado "inventario de películas". En esta época Henri Langlois será su amigo más fiel y el encargado de ocultarla.
El año en que adopta su nueva identidad francesa, el fallecimiento de su madre durante la deportación la hace renunciar a todo lo que pueda recordarle al país de su juventud. En 1945 se convierte en conservadora en jefe de los fondos de la Cinémathèque Française -cargo que ocupará hasta 1975-. Durante mucho tiempo conservará su nombre falso y en 1952 adoptará la nacionalidad francesa. Tras la Liberación retoma con entusiasmo y tenacidad su labor historiográfica y conservadora del patrimonio cinematográfico. Viaja, vuelve a ver a sus amigos y conocidos de la época de la República de Weimar, realiza multitud de entrevistas y, en general, una actividad infatigable y fecunda al servicio de la Cinémathèque.
Fruto de aquel empeño por recuperar el pasado será su reencuentro con uno de los grandes directores de cine de la época, Fritz Lang, a quien dedicará una importante biografía. Los personajes de Lang serán para Eisner solitarios y románticos héroes nietzscheanos, criaturas trágicas arrastradas por el destino y a menudo incomprendidos por una crítica cinematográfica que ella califica de "burguesa". Fritz Lang se mostrará emocionado y agradecido por el espacio e interés que le dedica la Filmoteca Francesa y colaborará con el proyecto.
En 1964 vio la luz su libro sobre Murnau, considerado su segunda obra más importante tras La Pantalla Diabólica. En 1972 tuvo lugar otro acontecimiento de cuyo éxito absoluto será responsable en buena medida: la inauguración en el Palacio de Chaillot del Museo del Cine. La prensa aclama la exposición como de obra de un "artista" y "coleccionista de genio".
Ella escribirá asimismo para Cahiers de Cinema, o La Revue du Cinéma. Por su parte, Eric Rohmer (L'organisation de l'espace dans le 'Faust' de Murnau, París, 10/18 1977), destacará ante todo su libro sobre Murnau.
Con el Manifiesto de Oberhausen y la llegada en los años sesenta del llamado
Nuevo Cine Alemán, Lotte Eisner no renunció a la recuperación del esplendor de tiempos pasados. La película El Joven Törless, de Volker Schlöndorff la hará concebir esperanzas, aunque será Werner Herzog su director favorito entre las nuevas generaciones.
Eisner se convertirá en el icono de los jóvenes realizadores, Wim Wenders le dedica Paris, Texas (1984) y Werner Herzog Jeder für sich und Gott gegen alle (más conocida por "El enigma de Kaspar Hauser", pero la traducción literal del título es "cada cual para sí y Dios contra todos"). Famosa es la anécdota protagonizada por el propio Herzog cuando Lotte Eisner enfermó gravemente en 1974: fue caminando desde Múnich hasta París, donde residía su amiga, para evitar su muerte. Sea como fuere, el "remedio" funcionó, y Lotte Eisner murió nueve años después, el 25 de noviembre de 1983 en Neuilly-sur-Seine, París.

### Premios y reconocimientos
- Miembro de la Legión de Honor Francesa, en 1982;
- Premio Helmut Käutner, en 1982;
- Reconocimiento honorario, Ehrenpreis, de la Academia de Cine Alemana por su labor en favor del cine alemán, 1974.

## Pensamiento y contribución
La Pantalla Diabólica, escrita originariamente en francés, es, junto con De Caligari a Hitler, de Siegfried Kracauer, las dos obras fundamentales sobre el cine alemán durante la República de Weimar. Se ha dicho que, mientras Kracauer se ocupó de rastrear los aspectos de la filmografía de la época que presagiaban el advenimiento del nazismo, es decir, del estudio de la psicología alemana como terreno abonado para el desarrollo de una ideología totalitaria y su instalación en el poder -su famosa teoría de que el alemán de la época sólo creía en el caos o la tiranía-, Lotte H. Eisner dedicó sus esfuerzos al aspecto estético, a las características de aquellos filmes expresionistas que dan lugar a una verdadera época dorada del cine alemán y mundial. Se le ha reprochado omitir los que no encajaban en su estudio e, incluso, ignorar aquellas características que no convenían a su exposición, pero, con todo, su obra es una referencia esencial a partir de la cual se desarrolla todo análisis actual. Otra línea de investigación es la de Rudolf Kurtz, para quien el expresionismo no es un estilo artístico propiamente, sino una línea de experimentación fruto de una situación de caos y crisis mundial.
Para su estudio de las características del cine expresionista alemán, Lotte Eisner lo contrapone al estilo de Max Reinhardt, la otra gran influencia sobre la filmografía de la época. El claroscuro reinhardtiano se distingue para Eisner claramente del brutal choque de luces y sombras del expresionismo. El interés de la autora por los decorados está presente, junto con otros factores definitorios, en sus análisis. Otros elementos propios del expresionismo cinematográfico son de origen romántico: el misticismo nórdico, lo onírico, irracional y subjetivo, la fascinación por la muerte o la impotencia ante el destino, curiosamente, eso que caracteriza lo germánico, incluso para el nazismo. De ahí que Lotte H. Eisner deba enfrentarse también a la tarea de defender aquella cinematografía que tanto admiraba de los recelos de quienes veían en ella ciertas afinidades con el nazismo, dado a emplear temas y símbolos similares.

## Obra de Lotte H. Eisner
- Die Entwicklung der Komposition auf griechischen Vasenbildern (1924), tesis doctoral.
- La pantalla diabólica, (or. L'ecrain démoniaque, París, 1952), estudio sobre el cine expresionista alemán.
- F. W. Murnau, París, Terrain Vague, 1964, biografía del cineasta.
- Fritz Lang, 1976, biografía del cineasta
- Ich hatte einst ein schönes Vaterland. Memoiren (Yo tenía antaño una hermosa patria. Memorias, 1988, que se trata de un conjunto de escritos reelaborados por Martje Grohmann.
- Michelangelo Antonioni: Der Regisseur und seine Filme (1964), estudio sobre el realizador italiano en colaboración con Pierre Leprohon.
- Das Fischer-Lexikon. 9. Film, Rundfunk, Fernsehen (contribución al Fischer-Lexikon, junto con Heinz Friedrich).
- Great Film Stills of the German Silent Era, editado y recopilado por John Kobo, con introducción de Lotte H. Eisner, 1981, Nueva York, Dover Publications, ISBN 0-486-24195-5.

### En sus propias palabras
Sobre las injusticias que, en su opinión, el director de cine Fritz Lang sufrió durante su etapa americana, comenta en Revue du Cinema:
"La multitud de El vampiro de Düsseldorf vive y sufre ante nuestros ojos, pero, a pesar de eso, a pesar de que sufrimos con ella sus aflicciones y sus dolores gracias al extraordinario poder de uno de los primeros creadores de ambientes de cine, no sentimos por ella ni piedad, ni simpatía. Esto en cuanto a los delincuentes que forman el Tribunal improvisado, no dejan de causarnos admiración el «superhombre», el criminal lúbrico, víctima del Destino y de sí mismo, de las fuerzas oscuras e inconscientes que en él residen, suscita una «cierta» simpatía, contra la cual apenas nuestra propia ética, la tradición moral, nuestro sentido de la justicia, se revuelve. En este contraste entre la multitud y el «superhombre» se nota el carácter individualista del arte languiano. Y esto explicará más tarde ciertos aspectos de su estilo y de su concepción psicológica y filosófica."
La nostalgia por la Alemania de su juventud y esa etapa gloriosa del cine que pudo vivir día a día, en sus pormenores, en la amistad de quienes lo crearon y en cada hora de proyección dominó toda su labor. En estas palabras es especialmente patente:
"Cuando hoy en día miramos las fotos de todas aquellas películas mudas de todos los países y sabemos que muchos de estos filmes se han perdido, se apodera de nosotros la ansiedad de recuperarlos. Y quizá todavía más en el caso de las imágenes de las películas alemanes que en el caso de otros países, y no es en absoluto un sentimiento nacional exagerado."
Ya hemos recalcado cómo Lotte Eisner sigue la huella de la influencia del teatro, del claroscuro y de la arquitectura en el cine expresionista alemán, pues el expresionismo llega relativamente tarde al cine. Aquí tenemos unas frases que sintetizan su idea del expresionismo tras compararlo con el naturalismo:
"Los artistas expresionistas forman su propio mundo, un universo sin lógica, sin psicología, sin ridículas tragedias privadas. En lugar del sentimiento se busca el éxtasis y la tensión, y así se transforma el claroscuro de la atmósfera en un shock, en un violento contraste entre la luz brillante y la oscuridad intensa".
Si bien reconoce que hay "pocos filmes enteramente expresionistas".
Con cierta ironía comenta sus recelos frente al advenimiento de la nueva era, la del sonido, en 1930:
"¿Qué sería del cine fantástico alemán? ¿Dónde quedaría lo misterioso, lo indecible, lo místico? ¡Uno pensaría en un Golem parlante, en un Nosferatu parlante! ¡Se convertiría en teatro filmado!"
Werner Herzog ha dicho de ella:
""¿La Eisnerin", quién fue para el nuevo cine alemán? Somos una generación de huérfanos, no tenemos padres, en todo caso abuelos a los que nos podemos referir, como Murnau, Lang, Pabst, la generación de los años 20. Es extraño que la continuidad en el cine alemán a través de la barbarie de la época nazi y de la posterior catástrofe de la Segunda Guerra Mundial se haya desecho. El hilo se terminaba, en realidad ya antes. El camino nos llevaba a la nada. Quedaba abierto un hueco de un cuarto de siglo. De ninguna forma se podía percibir de modo tan dramático en la literatura y en otros ámbitos. Por eso la participación de Lotte H. Eisner en nuestro destino, también en el de los jóvenes, ha levantado un puente en la continuidad cultural e histórica".
Vicente Sánchez-Biosca dedica múltiples elogios al impagable trabajo de Lotte H. Eisner en su reconocida obra Sombras de Weimar, si bien admite que la autora excluye una parte del cine de entreguerras en Alemania en su estudio:
En este momento ambos libros se han convertido en clásicas e inequívocas fuentes de referencia para cualquier acercamiento, parcial o de conjunto, al cine de Weimar. Nos referimos a la obra de Siegfried Kracauer, De Caligari a Hitler. Historia psicológica del cine alemán, y el posterior y canónico de Lotte H. Eisner, L'écran démoniaque. No se trata sólo de espléndidos libros de inexcusable lectura, sino, sobre todo, únicos intentos programáticos de dar cuenta de este período, por otra parte tan celebrado, del film alemán aunando una envidiable documentación y una ya apreciable distancia histórica. No vamos a postular la idea de que nadie más se haya adentrado en este cine, sino constatar únicamente que no ha habido forma de internarse en él que irremisiblemente no pasara por admitir el marco de referencia establecido por alguno de estos textos, en el primer caso cuando la aproximación era de signo sociológico, en el segundo cuando se trataba de una intervención estética, artística o, mejor aún, estilística; o ambos casos -la mayoría de las veces- la aproximación era ambigua. Más allá o más acá de estas fórmulas, encontramos esporádicos estudios que siguen las pautas generales de los anteriores al pie de la letra, ya sea criticando algunas de sus premisas, ya matizando algunos aspectos de segundo orden. Si descartamos, en este sentido, los interesantes estudios particulares sobre algún que otro film, los análisis a veces brillantes sobre algún aspecto de cierto autor o film, todos los todos los matices serán aceptables, pero, no obstante, la aseveración formulada al principio se impondrá con preocupante rotundidad. Muy poco se ha escrito en el aspecto formal sobre el cine de Weimar que no gire inexorablemente sobre estos dos textos o que no sea tan concreto que los suponga, o incluso proponga, en su norte."

## Filmografía

### Como actriz
- Fata Morgana (1971), de Werner Herzog;

### Interpretándose a sí misma
- Le Fantôme d'Henri Langlois (2004), de Jacques Richard
- Citizen Langlois (1994), de Edgardo Cozarinsky
- Portrait Werner Herzog (1986), de Werner Herzog
- Lotte Eisner in Germany (1979), de Sohrab Shahid Saless.